# 찰리의 오락
찰리의 오락(Tango Tangles)은 미국에서 제작된 마크 센넷 감독의 1914년 영화이다. 찰리 채플린 등이 주연으로 출연하였고 맥 세네트 등이 제작에 참여하였다.

## 출연

### 주연
- 찰리 채플린

### 조연
- 로스코 아버클
- 체스터 콘클린
- 민타 더피

## 같이 보기
- 찰리 채플린의 영화 목록